# Rue Léon-Frapié
La rue Léon-Frapié est une voie située dans le quartier Saint-Fargeau (Les Fougères)  du 20e arrondissement de Paris, en France.

## Situation et accès
La rue Léon-Frapié est desservie à proximité par les lignes de métro 3 bis et 11 et la ligne 3b du tramway d'Île-de-France à la station Porte des Lilas.

Le rue a connu récemment un réaménagement extensif avec la création d'une piste cyclable et d'une voie bus.

## Origine du nom

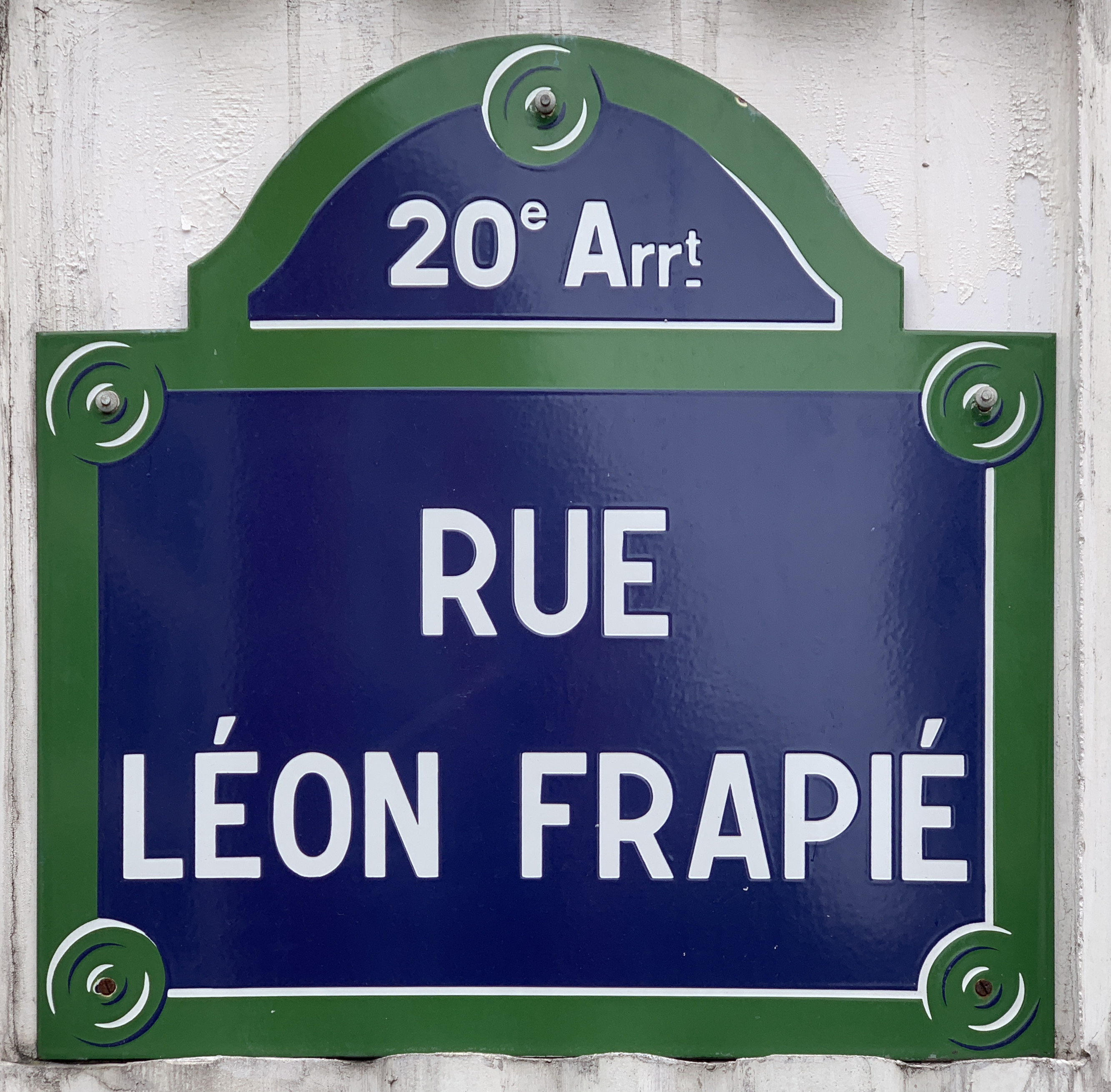
Plaque de la rue.

Cette voie porte le nom l'écrivain Léon Frapié (1863-1949).

## Historique
Cette rue est ouverte en 1949 par la ville de Paris dans la zone non ædificandi sous le nom provisoire de « voie AD/20 », et porte son nom actuel depuis le 29 avril 1965. Elle a remplacé la rue des Villegranges en suivant un tracé légèrement différent.